# 天主教哈利法克斯-雅茅斯总教区
天主教哈利法克斯-雅茅斯總教區（拉丁語：Archidioecesis Halifaxiensis-Yarmuthensis）是羅馬天主教以加拿大一個教省總教區，下轄兩個教區。
教區位於新斯科舍南部。2010年有教友207,900人，佔轄區總人口28.3%。教區下轄七十一個堂區，有九十一名司鐸。現任總主教為安多尼·曼奇尼，助理總主教為貝恩·鄧恩。
1817年7月4日成立新斯科舍宗座代牧區，1842年2月15日升為教區。1852年5月4日升為總教區。2009年10月22日與雅茅斯教區合併。